# Kaposmérő
Kaposmérő là một thị trấn thuộc hạt Somogy, Hungary. Thị trấn này có diện tích 13,98 km², dân số năm 2010 là 2447 người, mật độ 175 người/km².